# Flashforward
Een flashforward (ook anticipatie) is een techniek die in literatuur en film vaak wordt toegepast om de lezer/kijker een blik in de (verre) toekomst van een verhaal te geven. Zo’n vooruitwijzing  is in principe alleen mogelijk als een auctoriale verteller het verhaal rapporteert. De flashforward is ook een onderdeel van de verhaalanalyse.
Een voorbeeld uit de filmliteratuur is Memento, waarin de gebeurtenissen in omgekeerde volgorde op het scherm verschijnen, zodat elke scène als een flashforward ten overstaan van elke volgende scène kan worden beschouwd.
De flashforward is de tegenhanger van de flashback.